# 藪助治
藪 助治（やぶ すけはる） / 薮 助治（やぶ すけじ）は、アニメ「宇宙戦艦ヤマトシリーズ」の登場人物。
ヤマト機関室勤務の乗組員。小太りの体形にやや長めで右目が隠れがちな前髪の容貌を持つ青年。機関長の徳川彦左衛門にとっては片腕的存在である。
名前の表記は、オリジナルでは「藪助治」だが、『2199』以降では「薮助治」に変更されている。

## 宇宙戦艦ヤマト
オリジナルの『宇宙戦艦ヤマト』では副機関士。身長は160センチメートル。当初は目立つ活躍はなかったが、次第に地球への帰還が人類の滅亡前に間に合わない可能性に不安を覚え始め、徳川にその気持ちを吐露していく。
デザインは松本零士のラフ稿をもとに、作画監督の小泉謙三が設定を起こしている。松本のラフ稿では顔だけが描かれており、両目を露出してほうれい線もあるが、小泉の決定稿では右目が前髪で隠れており、ほうれい線もなくなっている。ラフ稿でも決定稿でも身長は150センチメートルと、変化はない。スタッフのお遊びでスタッフ仲間だった安彦良和をモデルにデザインしたと言われる。
企画段階では、反乱の首謀者は真田佐助（真田志郎の初期設定）の予定だったが、脚本家が反乱予定人物を徳川と誤認し、その伏線に彼を焚きつける人物として藪を置いた。結果的には間違いに気付き、徳川は反乱の首謀者としては性格上無理があるということで、先の伏線を「叛意の前兆」と読み替えて活かし、藪が反乱の首謀者という設定になった。詳細は宇宙戦艦ヤマト#未使用設定を参照。

### 劇中での登場
名前のみは第5話で呼ばれるが、実際に本人が初登場したのは第10話。第14話では、オクトパス原始星団で長期に足止めされている最中に徳川へ航海の中止を進言する。やがて、イスカンダル星滞在中には12人の同志とともに「人類の子孫を残す」という口実を掲げて森雪を人質にヤマトから脱走したうえ、ダイヤモンドで構成された島への残留を宣言し、古代進の命令や警告も嘲笑かつ無視するという反乱を起こす。しかし、その直後にこの島は地殻変動と津波に襲われたため、藪たち反乱者の全員が死亡して雪だけが助かる。この反乱は、古代たちに地球への移住を薦められたスターシャから、移住拒否の理由（好ましくない種類の人が地球に存在する）に挙げられてしまう。
派生作品では彼の立ち位置や顛末はそれぞれで異なっている。
劇場版
尺の都合から出番はほぼなく、反乱エピソードもすべてカットされた。物語終盤、地球を前にして歓喜するヤマト乗組員の中に藪の姿があるが、その後の作品には一切登場していない。続編の『さらば宇宙戦艦ヤマト 愛の戦士たち』では総作画監督の湖川友謙によるラフ稿が描かれたものの、テレビシリーズでは死亡していることからラフ稿は×印で抹消され、出番もなくなった。
ラジオドラマ版
反乱まではテレビ版とほぼ同様であるが、反乱後は雪をヤマトへ送り届けた後で死んでいく好人物に描かれている。
漫画版（松本零士）
登場は1コマのみ。ヤマトのワープ後の波動エンジン暴走によるエンジン異常を機関室から伝える乗組員の1人として登場するが、作業用マスクをかぶっているため顔は見えない。
漫画版（藤川桂介、ひおあきら）
火星上空でヤマトの波動エンジンの不調を徳川に訴える機関室スタッフとして3ページの登場。表記は漢字ではなく「ヤブ」となっており、顔もアニメ版とは大きく異なり、松本零士のラフ稿に近い。
小説版（若桜木虔）
イスカンダルでの反乱エピソードが省略されており、藪の登場は皆無。
熱血小説 宇宙戦艦ヤマト（高垣眸）
名前は薮甚九郎、小鳥好きの青年という設定。ユロパ星で捕獲した鳥に似た生物をヤマト艦内に持ち込むが、艦長命令によりしぶしぶ放す。イスカンダル到着後は11人の仲間と共謀して反乱を起こし、雪を誘拐して立てこもった人工浮島を誤って水中に没させてしまった結果、彼女を除く全員がピラニヤの餌食になる。

## リメイクアニメ
『宇宙戦艦ヤマト』のリメイク作品『宇宙戦艦ヤマト2199』から連なる本シリーズでは、出身は三重県、年齢は33歳と設定された。また、上述の通り苗字の漢字が「薮」に変更され、下の名前の読みも「すけじ」に変更された。肥満体型になり、顔つきは若干弱々しくなっているほか、頭頂にはアホ毛が生えている。2165年2月22日生。リデザイン担当は結城信輝。
階級は一曹（一等宙曹）。徳川彦左衛門の愛弟子であり、メ号作戦（冥王星沖海戦）では徳川とともに戦艦キリシマに乗艦していた。ヤマト計画発動後はヤマトの機関科へ配属され、徳川や山崎奨の下で機関士を務める。
『宇宙戦艦ヤマト2205 新たなる旅立ち』では徳川家と家族ぐるみで交流していたことが語られ、太助は彼を「不器用だけど優しい人」と言い、「薮兄さん」と呼んで慕っていた。
機関士としては一流だが懐疑的な性格で、ことあるごとに不安や疑問の声を上げる。また、第12話では「エリートは意外と脆い」と考えを述べている。家族がいない身のため、第7話の太陽系赤道祭では盛り上がることもできず、仮装してはしゃぐ女子乗組員たちとすれ違った際には「何が楽しいんだか」と悪態をついている。
紆余曲折経て『2199』の終盤でガミラスに身を寄せることになり、以降はザルツ人のヤーブ・スケルジという偽りの身分で生きていくことになる。ヴォルフ・フラーケンに拾われて次元潜航艦 UX-01のアットホームな環境で働くうちに後ろ向きな性格が改善されていき、顔つきからもかつての弱々しさが払拭される。さらにガミラスでバルナという子持ちのザルツ人女性と結婚して家族を得たことにより初めて生きがいを見出し、地球人として生きていた頃の鬱屈した人生から一転して幸せな人生を歩み始める。なお、少なくとも『2205』の時点ではヤーブ＝薮であることは公然の秘密となっている。

### 劇中での登場（リメイクアニメ）
宇宙戦艦ヤマト2199
第1話でキリシマ機関士として初登場。その後、第2話でヤマトに乗艦する。
徳川や山崎のもとで働く一方、第7話における太陽系赤道祭の頃から新見薫のことを若干気にしている描写があり、後には彼女のカウンセリングを受けている。その際には自らのことだけでなく、周囲の不平不満も報告していたことが示唆されている。その後、第16話の惑星ビーメラ4停泊時には同僚の早乙女友治や崎山克典とともに反乱に加担し、震えながら徳川と山崎へ銃を向けて機関室に軟禁する。
反乱の失敗後には営倉へ収監され、第20話の七色星団海戦の最中に営倉が被弾したことにより死亡扱いとされていたが、実際には生き延びており、伊東真也とともにコスモシーガルへ身を隠していた。そして、第21話で古代が薮と伊東に気づかないまま収容所惑星レプタポーダの偵察に同機で出撃した際には、機体を占拠しようとするも自らの銃の暴発によって失敗し、古代らとともにガミラスの捕虜となる。収容所への移送直後に発生した囚人たちの反乱に際して古代たちとはぐれ、1人怯えていたところを囚人たちに発見されるが、手錠をかけられていたことから同じ囚人と判断され、武器を渡されて状況も理解できないまま仲間入りすることになる。収容所解放後はヤマトへ戻らず、レプタポーダに残留する。
その後はフラーケンに拾われ、第25話で次元潜航艦UX-01の新入り機関士のヤーブ・スケルジとして再登場する。荒くれ者揃いの乗組員たちにはザルツ人と思われており、ゲール艦隊との交戦中に機関異常で潜航不能となったUX-01の窮地を救う活躍を見せて信頼を得るなど、周囲とは良好な関係を築いている。
小説版（豊田巧）
七色星団海戦での営倉爆撃時に伊東によって助けられ、ともにコスモシーガルへ潜伏する。レプタポーダでの暴動によって古代らとはぐれた後は伊東と同行し、銃撃から助けてくれた彼の最期を看取る。その後、伊東の最期の言葉「地球のことは忘れろ。生まれ変わって明日から別の人生を生きるんだ」に触発され、ザルツ人に成り済まして収容所に残留する。その後、「俺は2人分生きなきゃいけないんだ」の口癖をフラーケンに気に入られ、UX-01へザルツ人の機関員として乗艦したことが示唆されている。

宇宙戦艦ヤマト2202 愛の戦士たち
第24話にて、フラーケンらUX-01の面々のもと、ヤーブとして再登場。UX-01の面々がガミラス式の敬礼をヤマトへ送るのに対し、唯一地球式の敬礼を送る。
宇宙戦艦ヤマト2205 新たなる旅立ち
第1話から登場。オッド(長男)、リーザ(長女)、レーザ(次女)の3人の子を持つバルナと結婚しており、バルナはヤーブの子を身籠っている。妻はもちろん継子との仲も良好であり、「父ちゃん」と呼ばれ慕われている。
家族をガミラス本星に残したまま、ガミラス軍技術交流官（ガミラス軍一等機関兵曹）としてヤマトへ派遣される。波動エンジンとゲシュ＝ヴァール機関の専門家として、地球初の次元潜航艇「コスモハウンド」の運用試験へ協力することが任務であった。本来はヤマトではなく波動実験艦銀河で試験が行われる予定だったが、ガミラスとボラー連邦が一触即発という不穏な星間情勢の中、下手にガミラスとの技術交流を大っぴらに行うと世論が荒れるため、遠洋航海に旅立つヤマトが試験を引き継ぐことになった。
しかし、かつて反乱を起こしてヤマトから逃亡した身であるため、ヤマト艦内では裏切り者として針の筵（）の状態にあり、実際に当時からのクルーである佐野史彦と岸田優には本人に聞こえる形で悪口を言われてしまっている。一方で元々付き合いのあった太助や、似た立場に置かれている土門竜介からは友好的に接せられている。
ガミラス星からガルマン星への移民が始まって間もなくガミラス星消滅の報が入り、家族が安否不明となった際には、家族のもとへ帰ろうと騒動を引き起こそうとする。その後、イスカンダル星にいる避難民の救出に向かうことを決定されると、山崎の推挙でヤマト機関員として復帰。本人のコンプレックスとは裏腹に、元は徳川前機関長の片腕だけあって非常に優秀な機関員であり、デザリアムとの交戦においてはヤマトの波動エンジンの操作を行い、太助に指示を出すなど持ち前の実力を発揮する。
最終話ではコスモハウンドでスターシャとユリーシャの姉妹を救出に向かった際に機関士を務め、作戦の成功に貢献する。
エピローグでは補給母艦アスカの格納庫で生存を絶望視していた家族と再会し、当シリーズを感動で飾った。エンディングではそのまま家族と共に移民船でガルマン星へ向かう様子が描かれている。
ヤマトよ永遠に REBEL3199
機関兵曹長に昇進しており、フラーケン率いる新型の次元潜航艦ゼランダル乗組員となっている。機関停止により亜空間に沈降するコスモハウンドの救助に一役買っている。

## 担当キャスト
- 声優
  - 池水通洋 - テレビアニメ第1作の第10話[1]
  - 緒方賢一 - テレビアニメ第1作[1]の第14話と第25話
  - チョー - 『宇宙戦艦ヤマト2199』[2]、『宇宙戦艦ヤマト2199 追憶の航海』[2]、『宇宙戦艦ヤマト2202 愛の戦士たち』[3]、『宇宙戦艦ヤマト2205 新たなる旅立ち』[4]
- 俳優
  - 水上潤 - 『SPACE BATTLESHIP ヤマト』